# Сельское поселение Спиридоновка
Сельское поселение Спиридоновка — муниципальное образование в Волжском районе Самарской области.
Административный центр — село Спиридоновка.

## Административное устройство
В состав сельского поселения Спиридоновка входит 1 населённый пункт:
- село Спиридоновка.

## Население
| 2010  | 2012  | 2013  | 2014  | 2015  | 2016  | 2017  | 2018  | 2019  |
| ----- | ----- | ----- | ----- | ----- | ----- | ----- | ----- | ----- |
| 4896  | ↘4865 | ↘4846 | ↗4868 | ↗4888 | ↗4902 | ↗4957 | ↗4973 | ↘4970 |
| 2020  | 2021  |       |       |       |       |       |       |       |
| ↗4997 | ↘3061 |       |       |       |       |       |       |       |